# Coupe de France 1987/88
Der Wettbewerb um die Coupe de France in der Saison 1987/88 war die 71. Ausspielung des französischen Fußballpokals für Männermannschaften. In diesem Jahr meldeten 5.293 Vereine – erstmals wurde die Marke von 5.000 überschritten –, darunter auch solche aus den überseeischen Besitzungen Frankreichs.
Titelverteidiger waren die Girondins Bordeaux, die in dieser Saison schon in der ersten landesweiten Runde ausschieden. Das gleiche Schicksal ereilte Vorjahresfinalist Olympique Marseille, die sich gegen Zweitligist SEC Bastia geschlagen geben mussten. Die Trophäe gewann diesmal der FC Metz, der damit bei seiner dritten Finalteilnahme zum zweiten Mal nach 1984 erfolgreich war. Endspielgegner FC Sochaux stand in seinem vierten Finale; gewinnen hatte er bis dahin allerdings nur das erste (1937) können. Dafür war Sochaux seit Einführung des Professionalismus in Frankreich (1932) erst die siebte Mannschaft aus der zweiten Division, die das Endspiel um die Coupe de France erreichte; vor ihr war dies zuletzt 1980 der US Orléans gelungen.
Die unterklassigen Mannschaften präsentierten sich bei dieser Austragung mit unterschiedlichem Erfolg. Von den Amateurteams überstanden lediglich drei Dritt- sowie je ein Viert- und Fünftligist das Zweiunddreißigstelfinale. Von ihnen schaffte es schließlich nur die drittklassige US Créteil bis in die Runde der letzten 16 Teilnehmer. Die Mannschaften aus der Division 2 dagegen kamen auf breiter Front voran: im Achtelfinale waren sie noch zu siebt, im Viertelfinale zu viert. Auch im Halbfinale stellten sie noch 50 % der beteiligten Teams, weil sich außer Sochaux auch Stade Reims dafür qualifiziert hatte – wie bereits in der Vorsaison.
Nach den von den regionalen Untergliederungen des Landesverbands FFF organisierten Qualifikationsrunden griffen ab der Runde der letzten 64 Mannschaften auch die 20 Erstligisten in den Wettbewerb ein. Die Paarungen wurden für jede Runde frei ausgelost und fanden im Zweiunddreißigstelfinale auf neutralem Platz statt; bei unentschiedenem Spielstand nach Verlängerung kam es zu einem Elfmeterschießen. Vom Sechzehntel- bis zum Halbfinale wurden Hin- und Rückspiele ausgetragen. Hatten dabei beide Mannschaften eine gleich hohe Zahl von Treffern erzielt (wobei Auswärtstore doppelt zählten), wurde zunächst das Rückspiel verlängert und anschließend – sofern erforderlich – ein Elfmeterschießen durchgeführt.

## Zweiunddreißigstelfinale
Spiele vom 11. bis 13. März 1988. Die Vereine der beiden professionellen Ligen sind mit D1 bzw. D2 bezeichnet, diejenigen der landesweiten Amateurspielklassen mit D3 und D4, die höchste regionale Amateurliga als DH („Division d’Honneur“).
| - FC Nantes D1 – Girondins Bordeaux D1 1:1 n. V. (4:3 i. E.) - SEC Bastia D2 – Olympique Marseille D1 1:0 - AC Évreux D3 – Entente Melun-Fontainebleau D2 2:1 - Sporting Toulon D1 – Olympique Nîmes D2 1:0 - RC Strasbourg D2 – SR Saint-Dié D3 6:0 - Quimper Cornouaille FC D2 – Stade Rennes D2 4:1 - SO Cholet D3 – CA Lisieux D3 0:0 n. V. (4:2 i. E.) - Paris Saint-Germain D1 – AS Libourne D3 1:0 - Montpellier La Paillade SC D2 – AFC Aurillac D4 3:0 - Matra Racing Paris D1 – RC Ancenis D4 1:0 - OGC Nizza D1 – Gazélec FCO Ajaccio D2 1:0 - FC Mulhouse D2 – AS Saint-Étienne D1 0:0 n. V. (4:1 i. E.) - SM Caen D2 – Saint-Colomban Locminé DH 2:0 - AEPB La Roche-sur-Yon D2 – Stade Saint-Brieuc D4 2:1 n. V. - US Endoume Catalans Marseille DH – AS Cannes D1 2:1 n. V. - SO Châtellerault D2 – FC Limoges D4 1:0 | - OSC Lille D1 – Brest Armorique FC D1 3:1 - Stade Reims D2 – FC Bourges D3 3:2 - RC Lens D1 – AS Beauvais-Marissel D2 1:0 - Le Havre AC D1 – Cercle Dijon Football D2 1:0 - AJ Auxerre D1 – US Valenciennes D2 2:0 - FC Metz D1 – FC Montceau D2 1:0 - FC Toulouse D1 – Stade Laval D1 2:0 - USL Dunkerque D2 – Chamois Niort D1 2:1 - US Créteil D3 – EAC Chaumont D3 2:1 - AS Nancy D2 – FC Paris 83 DH 5:2 n. V. - Olympique Lyon D2 – FC Grenoble D2 5:0 - Stade Vallauris D4 – FC Hyères D3 3:1 n. V. - SC Abbeville D2 – US Fécamp D3 2:1 - FC Sète D2 – FC Istres D2 1:0 n. V. - FC Sochaux D2 – FC Tours D2 2:1 - AS Monaco D1 – CO Saint-Dizier D2 2:1 |

## Sechzehntelfinale
Hinspiele am 29./30. März, Rückspiele am 4./5. April 1988
| - AC Évreux D3 – Le Havre AC D1 1:1, 1:5 - RC Strasbourg D2 – Montpellier La Paillade SC D2 1:1, 2:3 - Quimper Cornouaille FC D2 – SO Cholet D3 2:1, 2:0 - Paris Saint-Germain D1 – FC Sochaux D2 1:3, 0:3 - AEPB La Roche-sur-Yon D2 – US Endoume Catalans DH 4:1, 2:2 - SO Châtellerault D2 – SM Caen D2 1:0, 2:3 - Stade Reims D2 – SEC Bastia D2 2:2, 1:0 - FC Sète D2 – Sporting Toulon D1 2:0, 0:2 n. V. (11:10 i. E.) | - FC Toulouse D1 – Olympique Lyon D2 3:1, 0:1 - USL Dunkerque D2 – RC Lens D1 0:2, 0:3 - US Créteil D3 – Matra Racing Paris D1 1:0, 1:0 - AS Nancy D2 – FC Metz D1 1:0, 0:2 - Stade Vallauris D4 – FC Mulhouse D2 1:3, 1:2 - SC Abbeville D2 – OSC Lille D1 2:2, 0:2 - AS Monaco D1 – OGC Nizza D1 1:1, 0:2 - AJ Auxerre D1 – FC Nantes D1 1:0, 0:0 |

## Achtelfinale
Hinspiele am 19., Rückspiele am 22./23. April 1988
| - Montpellier La Paillade SC D2 – FC Sochaux D2 2:2, 0:1 - AEPB La Roche-sur-Yon D2 – Quimper Cornouaille FC D2 1:3, 2:2 - SO Châtellerault D2 – US Créteil D3 0:0, 0:0 n. V. (5:4 i. E.) - FC Toulouse D1 – OGC Nizza D1 1:1, 1:1 n. V. (1:4 i. E.) | - FC Sète D2 – RC Lens D1 0:0, 0:1 - Stade Reims D2 – Le Havre AC D1 2:0, 0:1 - FC Metz D1 – FC Mulhouse D2 1:0, 2:0 - OSC Lille D1 – AJ Auxerre D1 1:0, 1:2 n. V. |

## Viertelfinale
Hinspiele am 10., Rückspiele am 17./18. Mai 1988
| - Quimper Cornouaille FC D2 – FC Metz D1 1:0, 0:5 - OGC Nizza D1 – OSC Lille D1 3:0, 1:0 | - RC Lens D1 – FC Sochaux D2 2:2, 0:1 - Stade Reims D2 – SO Châtellerault D2 3:0, 3:1 |

## Halbfinale
Hinspiele am 31. Mai bzw. 1. Juni, Rückspiele am 8. Juni 1988
| - FC Metz D1 – Stade Reims D2 4:0, 1:3 | - OGC Nizza D1 – FC Sochaux D2 2:1, 0:2 |

## Finale
Spiel am 11. Juni 1988 im Pariser Prinzenparkstadion vor 44.531 Zuschauern
- FC Metz – FC Sochaux 1:1 n. V. (1:1, 1:1), 5:4 i. E.

### Mannschaftsaufstellungen
FC Metz: Michel Ettore – Philippe Gaillot, Albert Cartier (Carlos Lopez, 78.), Sylvain Kastendeuch, Frédéric Pons – Thierry Pauk (Christian Bracconi, 106.), Jean-Louis Zanon, Philippe Hinschberger , Bernard Zénier – Carmelo Micciche, Eric Black
Trainer: Marcel Husson
FC Sochaux: Gilles Rousset – Laurent Croci, Franck Silvestre, Faruk Hadžibegić, Francis Peltier – Jean-Christophe Thomas (Jacques Colin, 97.), Franck Sauzée, Fabrice Henry, Mehmed Baždarević – Philippe Morin (Michaël Madar, 65.), Stéphane Paille 
Trainer: Silvester Takač
Schiedsrichter: Claude Bouillet (Nîmes)

### Tore
0:1 Paille (36.)

1:1 Black (45.)
Strafstoßschießen
1:0 Zénier, 1:1 Hadžibegić
2:1 Hinschberger 2:2 Sauzée
3:2 Zanon, 3:3 Paille
4:3 Bracconi, 4:4 Rousset
5:4 Kastendeuch, Madar verschossen

### Besondere Vorkommnisse
Dies war erst die zweite Entscheidung durch Elfmeterschießen nach 1982. Auch damals war Jean-Louis Zanon beteiligt, brachte seinen Strafstoß, wie 1988, im gegnerischen Tor unter – und stand am Ende doch mit leeren Händen da, weil ein Mitspieler bei seinem damaligen Klub AS Saint-Étienne den einzigen Fehlschuss produzierte.
Bei FC Metz waren von den Pokalsiegern von 1984 nur noch zwei Akteure dabei: Torhüter Michel Ettore, der nach dem Endspiel seine Karriere beendete, und Philippe Hinschberger.
Noch nie zuvor waren – wie diesmal Girondins Bordeaux und Olympique Marseille – beide Vorjahresfinalisten schon im Zweiunddreißigstelfinale ausgeschieden.